# 克雷斯特伍德 (伊利諾伊州)
克雷斯特伍德（英語：Crestwood）是位於美國伊利諾伊州庫克縣的一個村落。

## 地理
克雷斯特伍德的座標為41°38′43″N 87°44′37″W / 41.64528°N 87.74361°W，而該地最高點為海拔高度186米（即610英尺）。

## 人口
根據2010年美國人口普查的數據，克雷斯特伍德的面積為7.97平方千米，當中陸地面積為7.89平方千米，而水域面積為0.08平方千米。當地共有人口10,950人，而人口密度為每平方千米1,373人。